# Ніжки мозку
Ніжки мозку (лат. pedunculi cerebri) — парне стеблоподібне утворення, яке з'єднує головний мозок зі стовбуром мозку. Вони розташовані в передній частині середнього мозку і беруть початок із вентральної частини мосту і містять великі висхідні (сенсорні) та низхідні (рухові) нервові шляхи, що йдуть в обидві сторони — до кінцевого мозку та від нього. В основному, початок мозковим ніжкам дають кора головного мозку, спинний мозок та мозочок.
Ніжки мозку розташовані обабіч середнього мозку і, являючись по суті його передньою частиною, виконують роль сполучних елементів між рештою середнього мозку і ядрами таламуса і великим мозком. В цілому ніжки мозку допомагають вдосконалювати рухові рухи, засвоювати нові рухові навички та перетворювати пропріоцептивну інформацію в підтримку рівноваги та постави. Важливими провідними шляхами, які проходять через ніжки мозку, є кірково-спинномозковий, кірково-мостовий та кірково-ядерний тракти. Пошкодження ніжок мозку призводить до дискоординації, дисбалансу та відсутності пропріоцепції.

## Структура
Нервові волокна, які йдуть донизу з внутрішньої капсули, проходять через середній мозок, а потім з'являються в ніжках мозку. Кірково-мостові волокна знаходяться у зовнішній та внутрішній третині ніжок мозку, вони слугують кірковим входом до мостових ядер. Кірково-ядерні та кірково-спинномозкові волокна знаходяться в середній третині ніжок мозку. Кортикоспінальний тракт виходить із внутрішньої капсули і з'являється в середній частині ніжок мозку.

### Черепні нерви
III пару черепних нервів (окоруховий нерв) можна побачити вентрально між двома мозковими ніжками в міжніжковій ямці. IV пара черепних нервів (блоковий нерв) обвивається навколо найнижчої частини ніжок мозку.

## Додаткові зображення

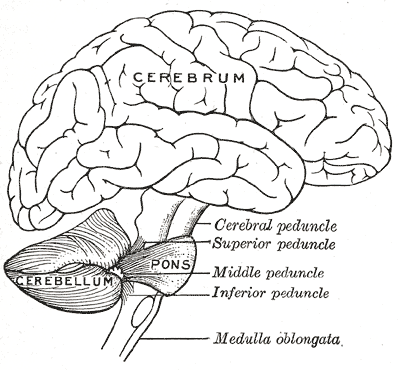
Схема, що показує зв’язки декількох відділів мозку
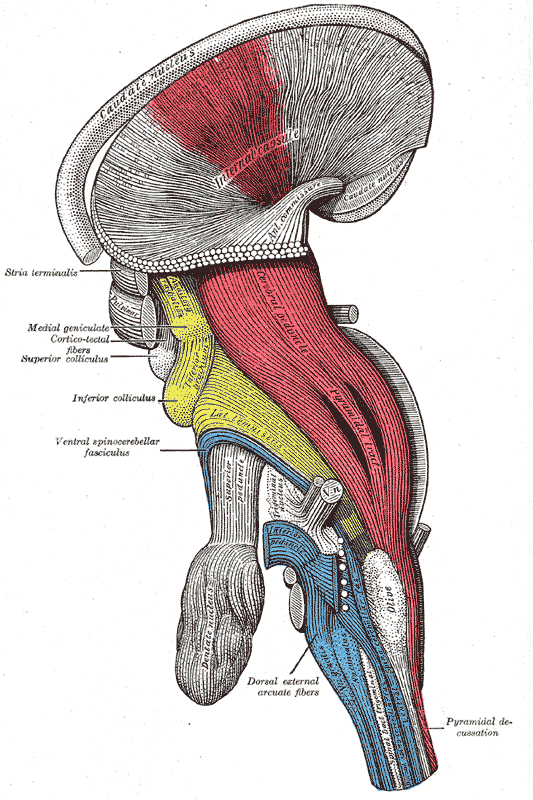
Глибокий розріз стовбура мозку (вид збоку)
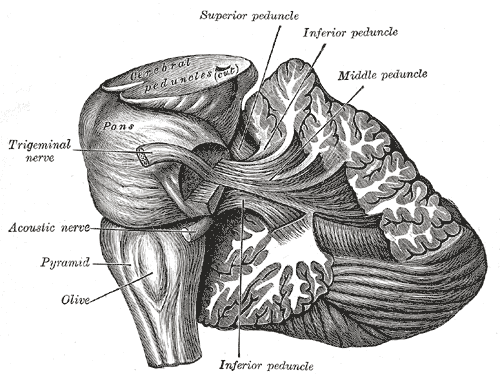
Розтин, що показує проєкційні волокна мозочку
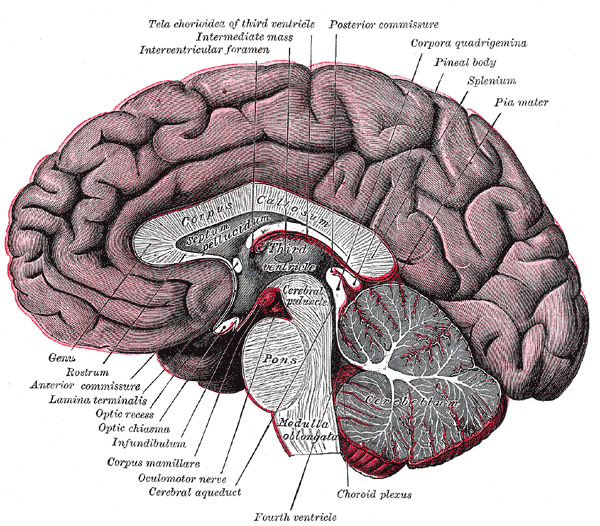
Середній сагітальний розріз мозку
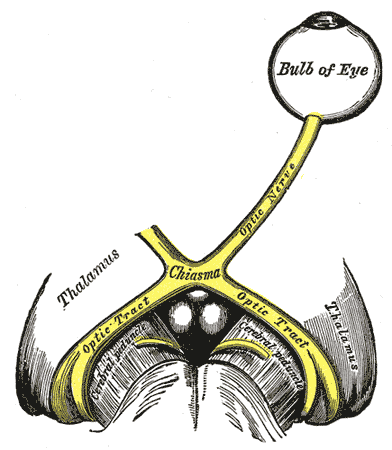
Лівий зоровий нерв і зорові шляхи
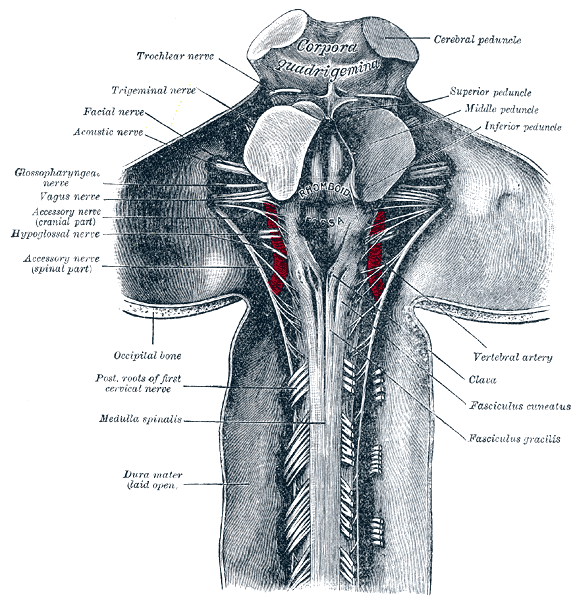
Верхня частина довгастого мозку, заднього та середнього мозку; вигляд ззаду
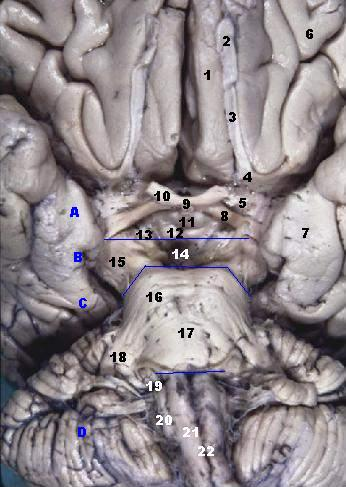
Стовбур мозку людини. Вигляд спереду.